# Кызылжулдызский сельский округ
Кызылжулды́зский се́льский окру́г (ранее — Кра́снозвезди́нский сельсове́т, каз. Қызылжұлдыз ауылдық округі) — административная единица в составе Байзакского района Жамбылской области Казахстана.
Административный центр — село Красная Звезда.

## История
В 1989 году существовал как Краснозвездинский сельсовет, в Джамбулском районе, в составе двух населённых пунктов: Красная Звезда (административный центр), Каратау.
В периоде 1991—1998 годов сельсовет был преобразован в сельский округ в соответствии с реформами административно-территориального устройства Республики Казахстан.
Решением Жамбылского областного маслихата и Акима Жамбылской области от 28 марта 1997 года «Об упорядочении административно-территориального устройства поселков, аулов (сел) и аульных (сельских) округов области», село Красная Звезда было переведено в состав Байзакского района из Жамбылского района.

## Население
| Численность населения | Численность населения | Численность населения |
| 1989                  | 1999                  | 2009                  |
| --------------------- | --------------------- | --------------------- |
| 3653                  | ↗4593                 | ↗5070                 |

## Состав
| № | Населённый пункт | Тип населённого пункта       | Население, 1989 | Население, 1999 | Население, 2009 |
| - | ---------------- | ---------------------------- | --------------- | --------------- | --------------- |
| 1 | Каратау          | село                         | 1 354           | —               | —               |
| 2 | Красная Звезда   | село, административный центр | 2 302           | ↗4 593          | ↗5 070          |